# Kolonialtoponym
Ein Kolonialtoponym, allgemeinsprachlich auch Kolonialname, „ist ein ortsidentifizierendes einfaches oder komplexes Element des Onomastikons, das im zeitlichen Rahmen faktischer Machtausübung auf ein Geo-Objekt in einem kolonialen Gebiet referiert.“ Vereinfacht ausgedrückt handelt es sich um geographische Namen (Toponyme), die in der Kolonialzeit geprägt wurden und/oder in der betreffenden Kolonie, dem entsprechenden Mutterland und zumeist auch darüber hinaus gängig waren. Das interdisziplinäre Forschungsfeld, das sich mit kolonialen Toponymen befasst, ist die Kolonialtoponomastik. Es bildet eine Schnittmenge insbesondere zwischen der Toponomastik und der Koloniallinguistik.

## Arten und Struktur

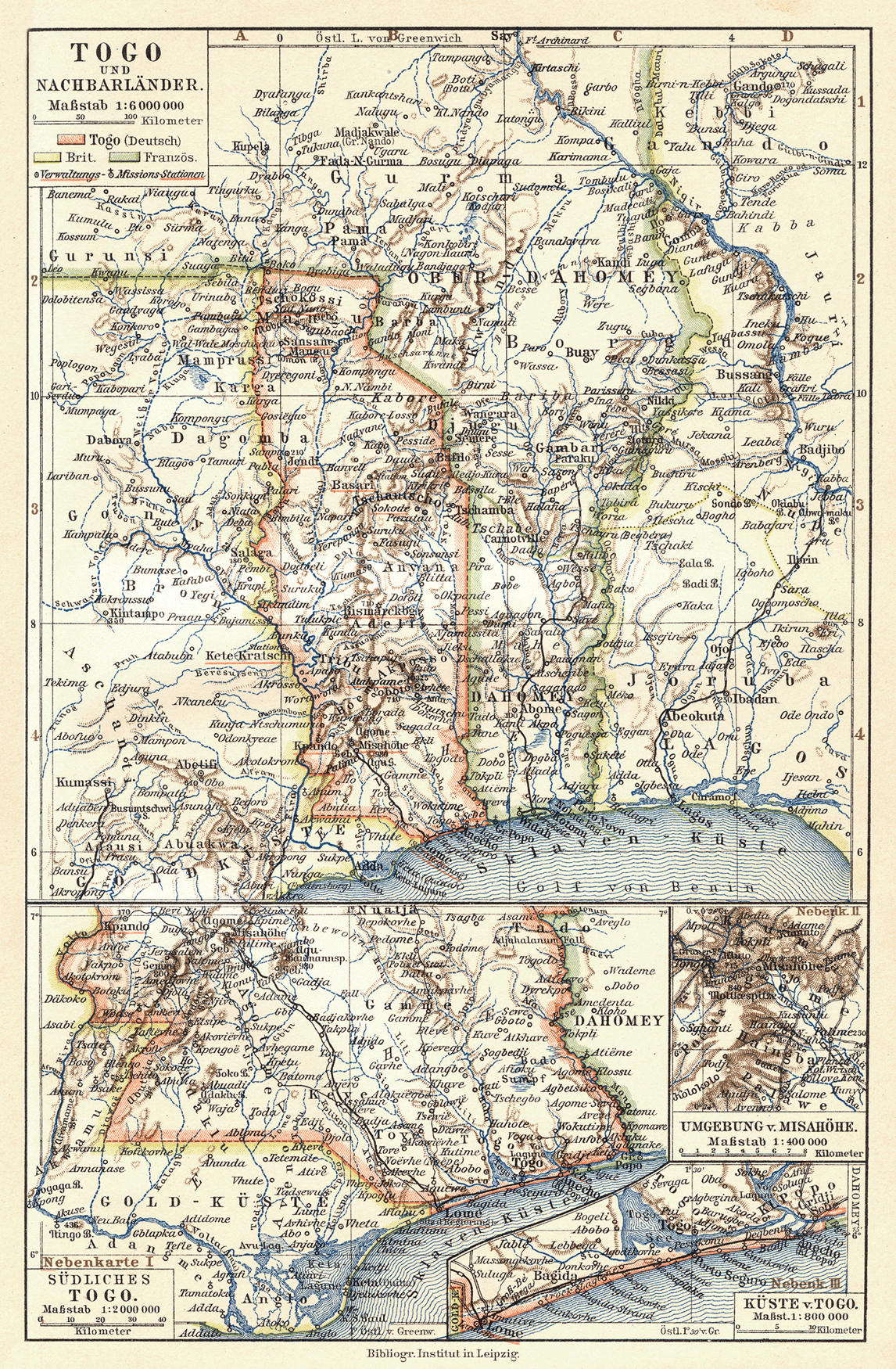
Die historische Karte der westafrikanischen deutschen Kolonie Togo und ihrer Nachbarterritorien (1905) zeigt überwiegend endonymische Kolonialnamen. Zu den Ausnahmen gehören Misahöhe (dt., Hybrid?), Bismarckburg (dt., koloniales Exonym und Eponym), Carnotville (frz., koloniales Exonym und Eponym) sowie Porto Seguro und Porto Novo (beide port., in Bezug auf Deutsch-Togo bzw. Französisch-Dahomey mithin koloniale Alloexonyme). Ein Endonymanteil von ca. 90 % kennzeichnet das gesamte deutsche Kolonialtoponomastikon sowie auch das belgische und das niederländische.

Bei Kolonialtoponymen kann es sich um Namen handeln, die, gegebenenfalls sprachlich angepasst, von der indigenen Bevölkerung übernommen wurden (koloniale Endonyme und Pseudoendonyme), um Namen, die von den Kolonisierenden neu vergeben wurden (koloniale Exonyme), oder um Mischformen (Hybride), die sowohl indigene als auch von den Kolonisierenden stammende Namensbestandteile aufweisen. Außerdem können koloniale Toponyme noch lange nach dem Ende der faktischen Kolonialperiode eines Landes üblich und weit verbreitet sein (vgl. Postkolonialismus). Dies ist überwiegend in Regionen der Fall, in denen keine vorkoloniale Besiedlung existierte. In solchen Regionen können auch keine endonymischen oder hybridischen Kolonialtoponyme existieren.
Sprachen, in denen exonymische und hybridische Kolonialnamen vor allem geprägt wurden, sind Englisch, Französisch, Spanisch, Portugiesisch, Niederländisch, Dänisch und Deutsch. Der relativ kleinen Anzahl überwiegend indoeuropäischer Kolonialsprachen steht eine vielfach größere Anzahl indigener Sprachen aus den verschiedensten Sprachfamilien gegenüber, die Einfluss auf den Kolonialnamensbestand (das koloniale Toponomastikon) hatten.
Sofern sie eine Siedlung bezeichnen (Oikonyme), zweigliedrig sind, mit einem Klassifikator wie -stad, -ville oder Puerto, und beide Glieder der Sprache der Kolonisierenden entstammen, werden solche Kolonialtoponyme auch als kanonisch bezeichnet. Die wenigsten Kolonialnamen sind jedoch streng kanonisch, insbesondere in Regionen mit vorkolonialer Besiedlung. Oft ehren (weitgehend) kanonische Namen die zeitgenössischen Staatsoberhäupter oder andere hochrangige Würdenträger der Mutterländer der Kolonie bzw. des Heimatlandes des Benennenden. Solche kolonialen Eponyme (z. B. Philippeville, Victoria-Fälle und Victoriasee in Afrika) sollten den Hoheitsanspruches des Mutterlandes auf die Kolonie zum Ausdruck bringen. Eine ähnliche Funktion haben zweigliedrige exonymische Kolonialtoponyme, bei denen es sich um eine Kombination aus dem Adjektiv neu (bzw. new, neuw, nouveau usw.) und einem Toponym aus dem Mutterland handelt (z. B. La Nouvelle-Orléans, Neu-Pommern).

## Wechsel von Kolonialtoponymen
Insbesondere Kolonialtoponyme, die einen Hoheitsanspruch demonstrieren, tendieren dazu, bei der Übernahme eines Territoriums durch eine andere Kolonialmacht oder nach dessen Erlangung der Souveränität vom Mutterland geändert zu werden, wenngleich sie im Mutterland der (abgelösten) Kolonialmacht nicht selten weiter in Gebrauch bleiben. Bestehen sie hingegen im Kolonialtoponomastikon der neuen Kolonialmacht fort, so spricht man bei diesen Namen von Alloexonymen.
Wechsel der Kolonialtoponyme können aber auch Änderungen der Herrschaftsverhältnisse im Mutterland widerspiegeln. Ein Beispiel liefert die Insel La Réunion, die nach ihrer offiziellen Inbesitznahme durch die Franzosen 1640 zunächst Île Bourbon hieß (nach dem Adelsgeschlecht der Bourbonen, dem die damaligen französischen Könige angehörten), 1793 im Zuge der Französischen Revolution in Île de la Réunion umbenannt wurde, 1803, zur Zeit des Französischen Konsulats (mit Napoleon Bonaparte als Erstem Konsul), in Île Bonaparte umbenannt wurde, 1815 nach der Restauration des französischen Königtums noch einmal für einige Jahrzehnte Île Bourbon hieß, bevor sie schließlich im Zuge der Februarrevolution 1848 endgültig ihren heutigen Namen erhielt.
Die Funktion exonymischer Kolonialtoponyme besteht also nicht nur in der allgemeinen Expression des Machtanspruches des Mutterlandes, sondern mitunter auch in einer Legitimation und Manifestation der Herrschaftsform im Mutterland.